# Santervás de la Vega
Santervás de la Vega település Spanyolországban, Palencia tartományban. Santervás de la Vega Villota del Páramo, Poza de la Vega, Villaluenga de la Vega, Pedrosa de la Vega, Villarrabé, Lagartos, Cea és Villazanzo de Valderaduey községekkel határos. Lakosainak száma 400 fő (2024).

## Népesség
A település népessége az elmúlt években az alábbi módon változott:
| Lakosok száma | 540  | 516  | 540  | 522  | 497  | 487  | 466  | 442  | 420  | 400  |
|               | 2001 | 2004 | 2007 | 2009 | 2012 | 2014 | 2017 | 2019 | 2022 | 2024 |